# Velódromo Nacional Reinaldo Paseiro
El Velódromo Nacional Reinaldo Paseiro o también escrito Velódromo Reynaldo Paseiro es una instalación deportiva situada al este de la ciudad de La Habana, Cuba.
Recibe su nombre en honor de Reinaldo Paseiro Rodríguez, un destacado ciclista, entrenador y dirigente deportivo cubano, múltiple medallista en diversos eventos internacionales, fallecido en 1973.
En los Juegos Panamericanos de 1991 celebrados en La Habana se decidió bautizar el nuevo velódromo construido utilizando su nombre a modo de homenaje.
En el espacio se realizan habitualmente prácticas y competencias nacionales e internacionales de ciclismo de pista.